# Endura (relojes)
Endura SA (o también Endura Watch Factory) es un fabricante de relojes suizo, fundado en 1966 por la General Watch Company (GWC) en la localidad de Biena (Suiza), con el propósito de fabricar relojes bajo una marca blanca. Esta empresa también formó parte de la fusión entre ASUAG y SSIH en la SMH, ahora perteneciente al Grupo Swatch. Actualmente, Endura SA, unida a ETA SA Manufacture horlogère Suisse, es la división de marcas privadas y de licencias del Grupo Swatch.